# Olios nanningensis
Olios nanningensis là một loài nhện trong họ Sparassidae.
Loài này thuộc chi Olios. Olios nanningensis được miêu tả năm 1988 bởi Hu & Ru.